# Olga (Elida)
Olga (greacă Όλγα ) este un oraș în Grecia în prefectura Elida.